# 莱萨尔勒纳雄耐尔
莱萨尔勒纳雄耐尔（法語：Lessard-le-National，法語發音：[lɛsaʁ lə nasjɔnal]）是法国索恩-卢瓦尔省的一个市镇，属于索恩河畔沙隆区。

## 地理
莱萨尔勒纳雄耐尔（46°51'42"N, 4°50'30"E）面积10.56 平方千米，位于法国勃艮第-弗朗什-孔泰大區索恩-卢瓦尔省，该省份为法国中部省份，北起顺时针与科多尔省、汝拉省、安省、罗讷省、卢瓦尔省、阿列省和涅夫勒省接壤。
与莱萨尔勒纳雄耐尔接壤的市镇（或旧市镇、城区）包括：德米尼、沙尼、方丹、热尔日、大维雷、弗拉涅-拉卢瓦耶尔。

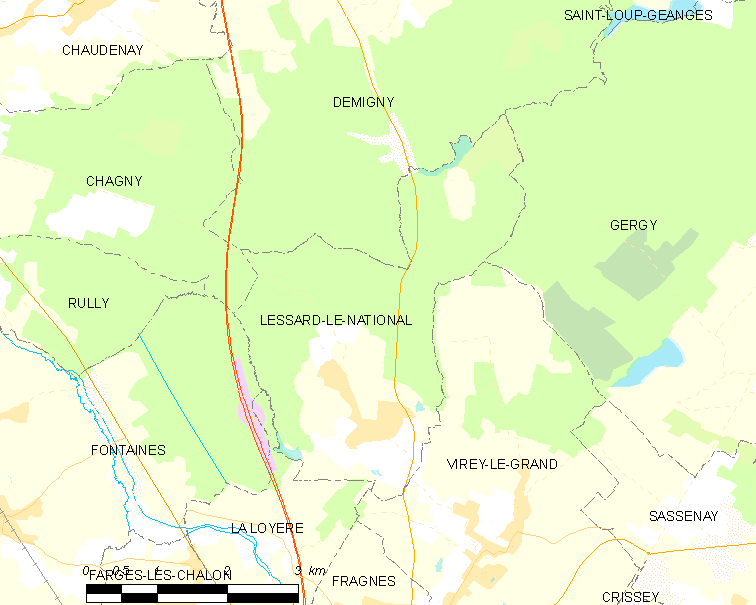
莱萨尔勒纳雄耐尔的OSM定位图

莱萨尔勒纳雄耐尔的时区为UTC+01:00、UTC+02:00（夏令时）。

## 行政
莱萨尔勒纳雄耐尔的邮政编码为71530，INSEE市镇编码为71257。

## 政治
莱萨尔勒纳雄耐尔所属的省级选区为热尔日县。

## 人口

1962-2008年间莱萨尔勒纳雄耐尔人口变化图示

莱萨尔勒纳雄耐尔于2022年1月1日时的人口数量为662人。